# Stingwray
Stingwray è un singolo del gruppo musicale statunitense Static-X, pubblicato il 17 febbraio 2009 come unico estratto dal sesto album in studio Cult of Static.

## Video musicale
Il videoclip, girato interamente in bianco e nero, mostra Tera Wray (moglie del frontman Wayne Static) che distrugge una casa abbandonata mentre il gruppo esegue il brano in una delle stanze della casa. Nel video non è presente il batterista Nick Oshiro.

## Tracce
1. Stingwray – 4:12

## Formazione
Gruppo
- Wayne Static – voce, chitarra ritmica, programmazione
- Koichi Fukuda – chitarra solista, tastiera
- Tony Campos – basso, cori
- Nick Oshiro – batteria

Altri musicisti
- Marc Jameson – tastiera aggiuntiva